# Браян Марчинко
Браян Марчинко (англ. Brian Marchinko; 2 серпня 1948, Вейберн — 12 травня 2014, Чилівак) — канадський хокеїст, що грав на позиції центрального нападника.

## Ігрова кар'єра
Професійну хокейну кар'єру розпочав 1969 року.
Протягом професійної клубної ігрової кар'єри, що тривала 9 років, захищав кольори команд «Торонто Мейпл-Ліфс» та «Нью-Йорк Айлендерс».

## Статистика НХЛ
| Сезон        | Клуб                 | Ліга         | Регулярний сезон | Регулярний сезон | Регулярний сезон | Регулярний сезон | Регулярний сезон | Плей-оф | Плей-оф | Плей-оф | Плей-оф | Плей-оф |
| Сезон        | Клуб                 | Ліга         | І                | Г                | П                | О                | ШХ               | І       | Г       | П       | О       | ШХ      |
| ------------ | -------------------- | ------------ | ---------------- | ---------------- | ---------------- | ---------------- | ---------------- | ------- | ------- | ------- | ------- | ------- |
| 1970—71      | «Торонто Мейпл-Ліфс» | НХЛ          | 2                | 0                | 0                | 0                | 0                |         |         |         |         |         |
| 1971—72      | «Торонто Мейпл-Ліфс» | НХЛ          | 3                | 0                | 0                | 0                | 0                |         |         |         |         |         |
| 1972—73      | «Нью-Йорк Айлендерс» | НХЛ          | 36               | 2                | 6                | 8                | 0                |         |         |         |         |         |
| 1973—74      | «Нью-Йорк Айлендерс» | НХЛ          | 6                | 0                | 0                | 0                | 0                |         |         |         |         |         |
| Усього в НХЛ | Усього в НХЛ         | Усього в НХЛ | 47               | 2                | 6                | 8                | 0                | —       | —       | —       | —       | —       |